# 小行星2913
小行星2913（2913 Horta）是一颗围绕太阳公转的小行星。1931年10月12日，歐仁·約瑟夫·德爾波特在于克勒发现了此天体。
該小行星以比利時建築師維克多·奧塔命名。
这颗小行星的绝对星等为21.46749259353464等。